# Сичуг

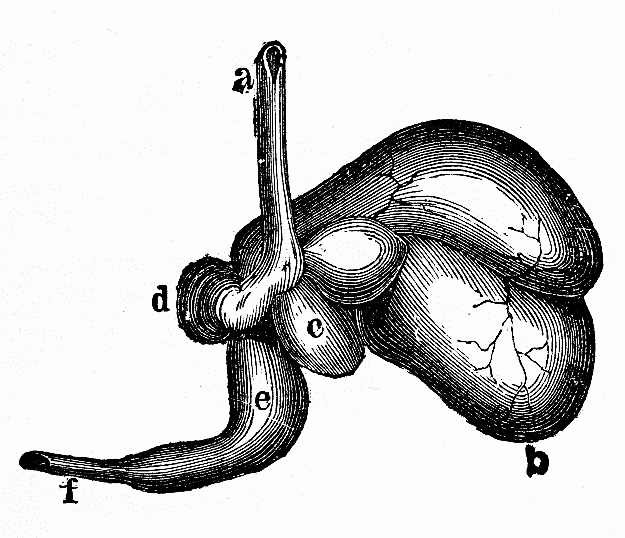
Будова шлунку корови: a — стравохід, b — рубець, c — сітка, d — книжка, e — сичуг, f — тонка кишка

Сичу́г (полов. suzug «кишка, нутрощі», кипч. чаг. sučuk «ковбаса, начинені кишки», тур. sucuk «ковбаса»), або ґляґ, — один із 4 відділів шлунка в жуйних. Шлунок жуйних тварин складається із 4 відділів: рубець, сітка, книжка, сичуг. Перші три відділи називають передшлунками, а сичуг «власне шлунок». Сичуг — це камера шлунка, в якій відбувається основне всмоктування поживних речовин.
Бактерії та інфузорії, що потрапили сюди, перетравлюються і дають організму велику кількість повноцінного білка. В сичузі відбувається дійсно шлункове травлення, що пояснюється наявністю залоз внутрішньої секреції. Але білкові речовини хімусу перетравлюються в невеликій кількості (є пепсин).
Із сичуга перетравлений корм окремими порціями надходить до тонкого відділу кишечника, де на корм діють секрети підшлункової залози, кишкового соку і жовчі. Відбувається розщеплення білків, жирів та вуглеводів, які в розчинному стані всмоктуються в кров і лімфу.
Словом «сичуг» також називають молокозсідний фермент тваринного походження для виготовлення сирів, зокрема бринзи.